# Morte a Venezia (opera)
Morte a Venezia (Death in Venice) è un'opera in due atti composta da Benjamin Britten su libretto di Myfanwy Piper. L'opera, l'ultima composta da Britten prima della sua morte, è basata sull'omonimo romanzo di Thomas Mann. Fu eseguita per la prima volta a Snape vicino ad Aldeburgh, Inghilterra, il 16 giugno 1973 con la English Chamber Orchestra.

## Storia
Britten voleva comporre un'opera tratta da La morte a Venezia già da diversi anni quando nel settembre 1970 si mise in contatto con Myfanway Piper e Golo Mann, figlio dell'autore. Visto che Luchino Visconti stava già girando un adattamento cinematografico del romanzo, a Britten fu consigliato di non guardare il film. In seguito all'uscita della pellicola di Visconti nel 1971, alcuni collaboratori di Britten, tra cui il regista Colin Graham, fecero presente che la relazione tra Aschenbach e Tadzio era troppo sentimentale e salace nel film. Ciò spinse Britten a decide di trasformare il ruolo di Tadzio in una parte muta interpretata da un ballerino, una scelta che suggerisce l'incomunicabilità tra l'adolescente polacco e Aschenach.

## Trama

### Atto I
Il celebre scrittore Gustav von Aschenbach lamenta la perdita di ispirazione artistica. Mentre passeggia per Monaco si ferma davanti a un cimitero e vede un viaggiatore vestito in modo eccentrico. Toccato dalla strana visione, decide di partire per l'Italia nella speranza che un po' di cambiamento infonda nuova linfa alla sua immaginazione esaustra. Sulla nave per Venezia vede un gruppo di giovani insieme a un attempato damerino che suscita in lui un senso di repulsione. Questa nota stonata gli rovina l'umore mentre sbarca a Venezia e un misterioso gondoliere lo traghetta al Lido e non, come vorrebbe lui, a Riva degli Schiavoni. Il direttore dell'hotel lo accoglie gentilmente e gli fa vedere la sua camera. Mentre gli ospiti scendono per la cena Aschenbach nota il giovanissimo e splendido Tadzio, un adolescente polacco in vacanza con la famiglia. Il ragazzo colpisce lo scrittore con la sua bellezza celestiale e Aschenbach si infatua immediatamente di lui.
Il giorno dopo sulla spiaggia Aschenbach osserva Tadzio e nota con gioia che il ragazzo non è perfetto: in quanto polacco, ad esempio, detesta i russi. Nauseato dall'aria malsana di Venezia e dall'insistenza dei venditori, Aschenbach decide di lasciare Venezia e annuncia la sua decisione al direttore, che se ne rammarica. Tuttavia, quando nota che Tadzio ricambia i suoi sguardi, lo scrittore comincia ad avere dei ripensamenti e decide di prolungare la sua permanenza usando come scusa un bagaglio smarrito alla stazione. Mentre osserva nuovamente Tadzio sulla spiaggia, Aschenbach pensa a Fedra, Apollo e Giacinto, riflettendo sulla somiglianze delle loro storie con la propria. La vittoria di Tadzio in diversi giochi è motivo di gioia per Aschenbach, che sente rifiorire la propria vena artistica. Lo scrittore vorrebbe congratularsi con Tadzio per la vittoria, ma quando si trova davanti a lui non riesce a proferire parola. Solo dopo che l'adolescente si è allontanato Aschenbach riesce a confessare il suo amore per lui.

### Atto II
Dopo essere riuscito ad accettare i propri sentimenti per il ragazzo, Aschenbach va dal barbiere dell'hotel, che si lascia sfuggire che una malattia imperversa per Venezia. L'odore di disinfettante comincia ad aleggiare in città e lo scrittore nota che le autorità hanno cominciato a prendere precauzione contro l'epidemia. Nonostante i locali non vogliono allertare i turisti, Aschenbach scopre da un giornale tedesco che il colera si è abbattuto sulla laguna. Deciso che la famiglia polacca non scopra dell'epidemia, Aschenbach segue Tadzio per tutta Venezia in uno stato febbrile, tanto da essere notato dalla madre del ragazzo, che si frappone tra lui e il figlio.
Di ritorno all'hotel, i turisti cenano mentre dei musicisti ambulanti si esibiscono; Aschenbach chiede al loro capo notizie sull'epidemia, ma l'artista lo liquida rapidamente. Lo scrittore non apprezza l'esibizione sguaiata dei musicisti e nota con piacere che anche Tadzio sembra condividere una certa freddezza nei loro confronti. Le notizie del colera diventano troppo pressanti per essere controllate e molti turisti cominciano a lasciare Venezia; un impiegato inglese consiglia ad Aschenbach di andarsene prima che scatti una quarantena, ma lo scrittore è troppo preso dai suoi sentimenti per Tadzio. Vorrebbe almeno avvertire la famiglia polacca del pericolo, ma rendendosi conto che così perderebbe Tadzio non riesce a parlare con la madre del ragazzo.
Crollato esausto a letto, Aschenbach sogna Apollo e Dioniso, che dibattono sulle rispettive teorie su ragione e caos, bellezza ed estati. Apollo, sconfitto, lascia la stanza e Dionisio guida una danza sgrenata. Al suo risveglio Aschenbach comprende quanto profondamente è cambiato e decide di smettere di opporsi al cambiamento: "Lascia che gli dei facciano quello che vogliono con me". Dopo aver visto Tadzio con gli amici, lo scrittore torna dal barbiere in un patetico tentativo di farsi ringiovanire, anche se il risultato lo fa sembrare l'attempato damerino che aveva visto sulla nave. Ancora una volta comincia a seguire Tadzio e la sua famiglia e si rende conto con piacere che il giovane si è accorto di lui ma non ha detto niente ai genitori. Rimasto da solo, Aschenbach compra delle fragole, ma scopre con orrore che sono troppo mature. Recita tra sé e sé alcune frasi del Fedro, dialogo platonico in cui rivede molto di se stesso.
Il direttore dell'hotel e il portiere organizzano la partenza degli ultimi ospiti, tra cui la famiglia polacca. Aschenbach torna in spiaggia per vedere Tadzio un'ultima volta: vede che il giovane sta facendo la lotta con l'amico Jaschiu, che lo batte e gli spinge la faccia nella sabbia. Aschenbach prova a correre in difesa dell'amato ma non riesce ad alzari dalla sedia e tutti i ragazzi fuggono via, lasciando Tadzio da solo sulla spiaggia con lo scrittore morente. L'adolescente sembra fare un cenno ad Aschenbach, che sprofonda sempre di più nella sua sedia mentre Tadzio cammina nell'acqua.

## Interpreti della prima assoluta
| Ruolo | Registro vocale | Interpreti della prima 16 giugno 1973 (direttore Steuart Bedford) |
| --- | --------------- | ----------------------------------------------------------------- |
| Gustav von Aschenbach | tenore          | Peter Pears                                                       |
| Viaggiatore/Il bellimbusto attempato/Il vecchio gondoliere/ Il direttore dell'hotel/Barbiere/capo dei suonatori ambulanti /Voce di Dioniso | baritono        | John Shirley-Quirk                                                |
| La madre polacca | ruolo muto      | Deanne Bergsma                                                    |
| Tadzio | ruolo muto      | Robert Huguenin                                                   |
| Due figlie | ruolo muto      | Elisabeth Griffiths and Melanie Phillips                          |
| Jaschiu | ruolo muto      | Nicolas Kirby                                                     |
| Voce di Apollo | controtenore    | James Bowman                                                      |
| Portiere dell'albergo | tenore          | Thomas Edmonds                                                    |
| Barcaiolo | baritono        | Michael Bauer                                                     |
| Cameriere | baritono        | Stuart Harling                                                    |
| Madre russa | soprano         | Alexandra Browning                                                |
| Padre russo | basso           | Michael Follis                                                    |
| Madre tedesca | mezzosoprano    | Angela Vernon Bates                                               |
| Venditrice di fragole | soprano         | Iris Saunders                                                     |
| Guida | baritono        | Robert Carpenter Turner                                           |
| Venditrice di pizzo | soprano         | Sheila Brand                                                      |
| Strillone | soprano         | Anne Wilkens                                                      |
| Vetraio | tenore          | Stephen James Adams                                               |
| Suonatore ambulante | tenore          | Neville Williams                                                  |
| Suonatrice ambulante | mezzosoprano    | Penelope Mackay                                                   |
| Impiegato inglese | baritono        | Peter Leeming                                                     |
| Governante | soprano         | Anne Kenward                                                      |
| Turisti, lavoratori, ballerini |                 |                                                                   |

## DVD
- Death in Venice (Glyndebourne, 1990) - London Sinfonietta, Arthaus Musik/Naxos
- Death in Venice (ENO, 2013) - English National Opera, Opus Arte/Naxos